# Młodochów
Młodochów – wieś w Polsce położona w województwie podkarpackim, w powiecie mieleckim, w gminie Gawłuszowice}.
| SIMC    | Nazwa            | Rodzaj    |
| ------- | ---------------- | --------- |
| 0665538 | Mały Młodochów   | część wsi |
| 0665544 | Milanów          | część wsi |
| 0665550 | Wielki Młodochów | część wsi |

Wieś leżąca w powiecie sandomierskim województwa sandomierskiego wchodziła w XVII wieku w skład kompleksu mieleckiego dóbr Zbigniewa Ossolińskiego. W latach 1975–1998 miejscowość administracyjnie należała do województwa rzeszowskiego.
Miejscowość leży w obrębie parafii Borki Nizińskie.
Przez wieś przepływa Kanał Chorzelowski.
W 1629 roku właścicielem wsi w powiecie sandomierskim województwa sandomierskiego był Piotr Aleksander Tarło.